# Tom Garfinkel
 (juin 2016).
Si vous disposez d'ouvrages ou d'articles de référence ou si vous connaissez des sites web de qualité traitant du thème abordé ici, merci de compléter l'article en donnant les références utiles à sa vérifiabilité et en les liant à la section « Notes et références ».
Pour les articles homonymes, voir Garfinkel.
Tom Garfinkel est depuis le 9 septembre 2013 le président et chef de la direction des Dolphins de Miami, franchise de football américain et du Hard Rock Stadium, stade qui accueille les rencontres à domicile de cette équipe ainsi que de celle des Marlins de la Floride, franchise de baseball.

## Biographie
Tom Garfinkel grandit à Walnut Creek, en Californie effectuant son lycée au Las Lomas High School. Il fréquente ensuite  l'université du Colorado à Boulder et obtient un MBA de la Ross School of Business à l'université du Michigan.
Garfinkel a rejoint en 2001 Chip Ganassi Racing en tant que vice-président pour quitter ce groupe cinq ans plus tard en 2006 en tant que vice-président exécutif, supervisant toutes les opérations commerciales de la société de 400 employés. Il a négocié plus de 500 millions de dollars en contrats de commandités et de pilotes qui ont entraîné une augmentation de 280 % des revenus annuels de la société au cours de son mandat. Durant cette période, l'organisation a remporté deux championnats, trois NASCAR Cup Series par équipes, une Xfinity Series, deux titres IndyCar Series et un de Grand-Am.
Garfinkel a été vice-président exécutif et chef de l'exploitation des Diamondbacks de l'Arizona. Durant son mandat dans cette franchise de baseball, il a construit un plan stratégique à long terme pour la franchise[réf. nécessaire], a conduit le re-branding[Quoi ?] du club et la mise à jour de Chase Field et a dirigé une équipe qui a produit le plus de revenus contrôlables dans l'histoire de la franchise en 2008[réf. nécessaire][incompréhensible].
Il travaille avec la franchise de la Ligue majeure de baseball des Padres de San Diego depuis 2009.
Le 9 septembre 2013, Garfinkel est nommé le président et chef de la direction des Dolphins de Miami, et du Sun Life Stadium, devenu Hard Rock Stadium. Il est responsable de toutes les opérations commerciales des Dolphins.